# 1673
Епоха великих географічних відкриттів •  Перша наукова революція • Річ Посполита •  Запорозька Січ •  Руїна

## Геополітична ситуація
Османську імперію очолює Мехмед IV (до 1687). Під владою османського султана перебувають Близький Схід та Єгипет, Середземноморське узбережжя Північної Африки, частина Закавказзя, значні території в Європі: Греція, Болгарія та Сербія. Васалами османів є Волощина й Молдова.
Священна Римська імперія — наймогутніша держава Європи. Її територія охоплює, крім німецьких земель, Угорщину з Хорватією, Богемію, Північну Італію. Її імператор — Леопольд I Габсбург (до 1705).
Габсбург Карл II Зачарований є королем Іспанії (до 1700). Йому належать Іспанські Нідерланди, південь Італії, Нова Іспанія, Нова Гранада та Нова Кастилія в Америці, Філіппіни. Королем Португалії формально є Альфонсу VI при регентстві молодшого брата Педру II . Португалія має володіння в Бразилії, в Африці, в Індії, в Індійському океані й Індонезії.
Північ Нідерландів займає Республіка Об'єднаних провінцій. Вона має колонії в Північній Америці, Індонезії, на Формозі та на Цейлоні. Король Франції — Людовик XIV (до 1715). Франція має колонії в Північній Америці. Король Англії — Карл II Стюарт (до 1685). Англія має колонії в Північній Америці, на Карибах та в Індії. Король Данії та Норвегії — Кристіан V (до 1699), король Швеції — Карл XI (до 1697). На Апеннінському півострові незалежні Венеціанська республіка та Папська область. Король Речі Посполитої Міхал Корибут Вишневецький помер, нового ще не обрали. Царем Московії є Олексій Михайлович (до 1676).
Україну розділено по Дніпру між Річчю Посполитою та Московією. Діють три гетьмани: Петро Дорошенко, Михайло Ханенко, Іван Самойлович. На півдні України існує Запорозька Січ. Існують Кримське ханство, Ногайська орда.
В Ірані правлять Сефевіди.
Значними державами Індостану є Імперія Великих Моголів, в якій править Аурангзеб, Біджапурський султанат, султанат Голконда. В Китаї править Династія Цін. В Японії триває період Едо.

## Події

### В Україні
- Польсько-турецька війна:

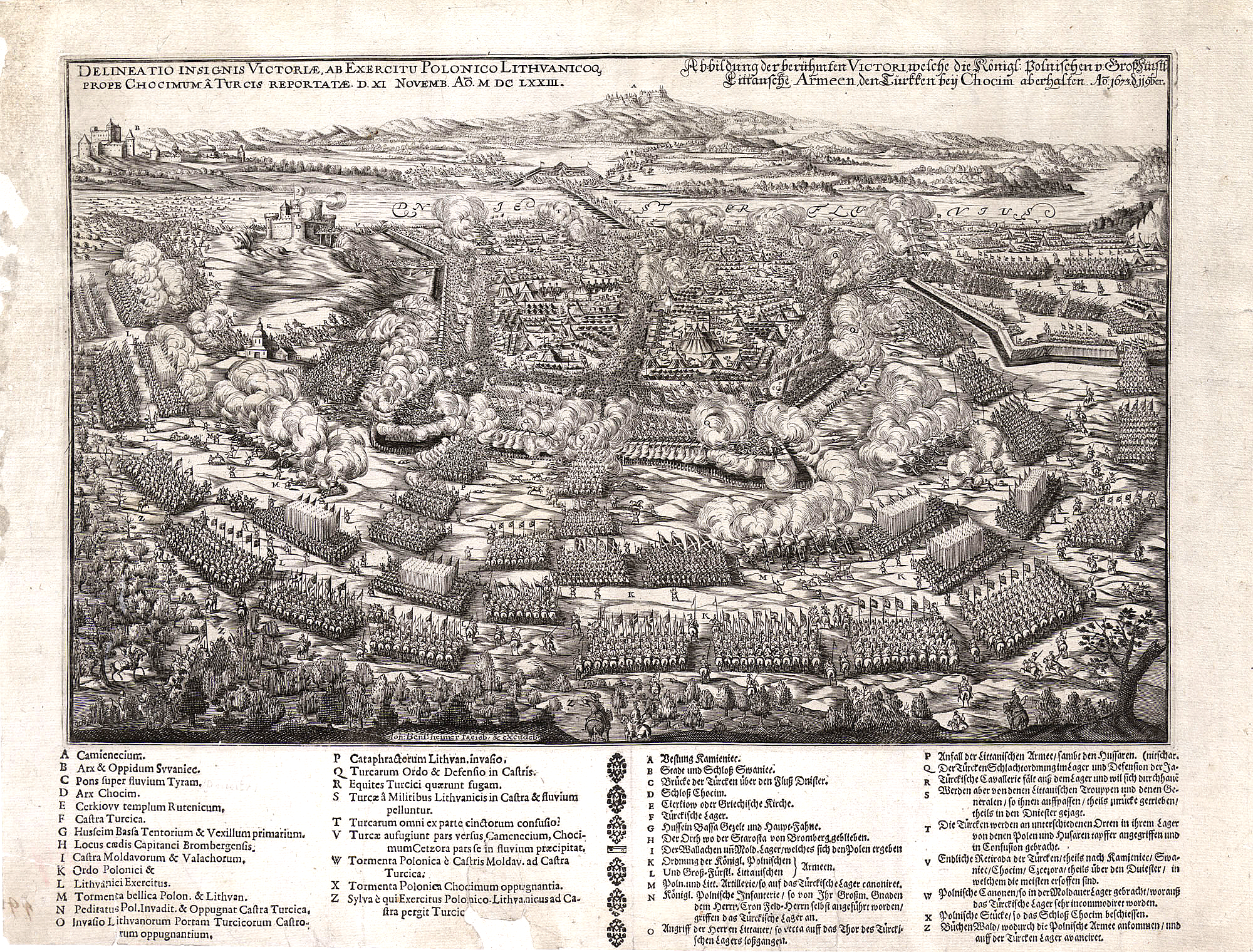
Хотинська битва

  - 11 листопада відбулася Хотинська битва, в якій війська Речі Посполитої здобули перемогу над османами.
  - У листопаді Ян III Собеський з польсько-українсько-молдовською армією зайняв Хотин.
- Кошовий отаман Війська Запорізького — Лук'ян Андріїв. Після повернення Івана Сірка з Сибіру Андріїв поступився йому булавою.

### У світі
- Помер польський король Міхал Корибут Вишневецький.
- Франко-голландська війна:
  - 7 та 14 червня нідерландський флот під командування Міхіеля де Рюйтера завдав поразки англійському флоту в двох битвах поблизу Схоневельда.
  - 6 липня французи захопили Маастріхт.
  - 11 липня Нідерланди підписали оборонний союз із Данією.
  - 9 серпня нідерландська флотилія захопила Нью-Йорк.
  - 21 серпня нідерландський флот здобу перемогу над англійським у битві поблизу Текселя, завадивши англійцям висадитися в Зеландії.
  - 13 листопада нідерландські війська під командуванням Раймунда Монтекукколі захопили Бонн.
- Англійський парламент прийняв Акт про присягу, що забороняв католикам обіймати державні посади.
- В Америці торговець Луї Жольє та місіонер Жак Маркетт дослідили Великі озера та річку Міссісіпі.
- У Китаї У Саньґуй підняв повстання проти династії Цін.

## Наука та культура
- Антоні ван Левенгук опублікував у Philosophical Transactions of the Royal Society результати своїх спостережень під мікроскопом.
- Швейцарський анатом Йоганн Пеєр[en] описав пеєрові бляшки[1].
- Христіан Гюйгенс опублікував математичний аналіз маятника.
- Старообрядець протопоп Аввакум написав «Житіє», яке вийшло автобіографічним твором.

## Померли
див. також Категорія:Померли 1673
- 17 лютого — У Парижі на сцені театру під час спектаклю «Удаваний хворий» на 54-у році життя помер французький комедіограф і актор Мольєр